# Црно језеро (Дурмитор)
Црно језеро је језеро у општини Жабљак, у северној Црној Гори. Оно је ледничко језеро, смештено на планини Дурмитор, на висини 1416 m. Налази се 3 km од града Жабљака.
Црно језеро лежи у подножју врха Међед и има површину од 0.515 km². Језеро се састоји од два мања језера, Великог и Малог црног језера. Ова два језера су повезана уским током и тако чине две засебне водене целине.
- Велико језеро има површину од 0,338 km², највећу дубину од 24,5 m, максималну дужину од 855 m и максималну ширину од 615 m.
- Мало језеро има површину од 0,177 km², највећу дубину од 49,1 m, максималну дужину од 605 m и максималну ширину од око 400 m.

Највећа дужина целог Црног језера је 1155 m. Мало језеро заправо има већу запремину од Великог, због веће дубине.
По постанку је полигенетско. Настало је у плеистоцену деловањем ледника у раније створеној вртачи (Мало језеро) и пространој ували (Велико језеро) формиране крашком ерозијом. Воду добија од јаког врела Челина, више мањих врела по дну језера и највише од Млинског потока, који извире испод Змијињег језера. Остали потоци немају име, пошто се појављују периодично, када се топи снег са Дурмитора. Ниво језера се годишње мења до 5 m. За високог водостаја вода из језера отиче као Жабљачка река и улива се у поноре код Жабљака. При суши ниво Малог језера се више спусти па језероузина постаје водопад.
Утврђене су хидролошке везе између понора у Жабљаку и врела у долини Тара, те Малог језера и врела у долини Комарнице.
Температура воде у Црном језеру лети је нижа од температуре ваздуха за 4 °C, а зими је залеђено приближно 70 дана. Црно језеро је окружено густом четинарском шумом.
Црно језеро је главна туристичка атракција дурмиторског краја. Оно је највеће и најпознатије од 18 ледничких језера на планини. Језеро је приступачно, и до њега се може стићи пешке од центра Жабљака. 3,5 km стазе за пешачење се простире око језера, и оно је популарна дестинација за рекреацију.

## Легенда о настанку језера
Павле Ровински је у другом тому Етнографије Црне Горе записао неколико народних прича о Светом Сави. У једној од њих се описује како је настало Црно језеро на Дурмитору. По тој причи, на месту језера је био велики манастир, али похлепних, среброљубивих монаха. Како је Свети Сава био путник и скупо је морао платити ноћење у манастиру (монаси нису знали да је то он), а био је и неспоразум око петла, којег је Сава хтео купити... при одласку, проклео је манастир и у једном тренутку на његовом месту се појавило језеро, без дна и мртво (без рибе).